# 小迴路回授
小迴路回授（Minor loop feedback）是一種經典的控制器設計方式，在子系統的外部再加上回授迴路，以設計強健的控制系統。有些教科書會稱為是「小迴路合成」（minor loop synthesis），也有一些政府文件用這個名稱。
這個方式很適合用繪圖的方式來設計控制器，在數位電腦普及以前常常用。在第二次世界大戰時，曾用這個方法計炮管瞄準控制系統。此方式目前仍有被採用，不過不一定會用這個名稱。在利用波德圖法設計的作法中常會提到此方法。小迴路回授也可以用來使運算放大器穩定。

## 例子

### 望遠鏡的位置控制系統

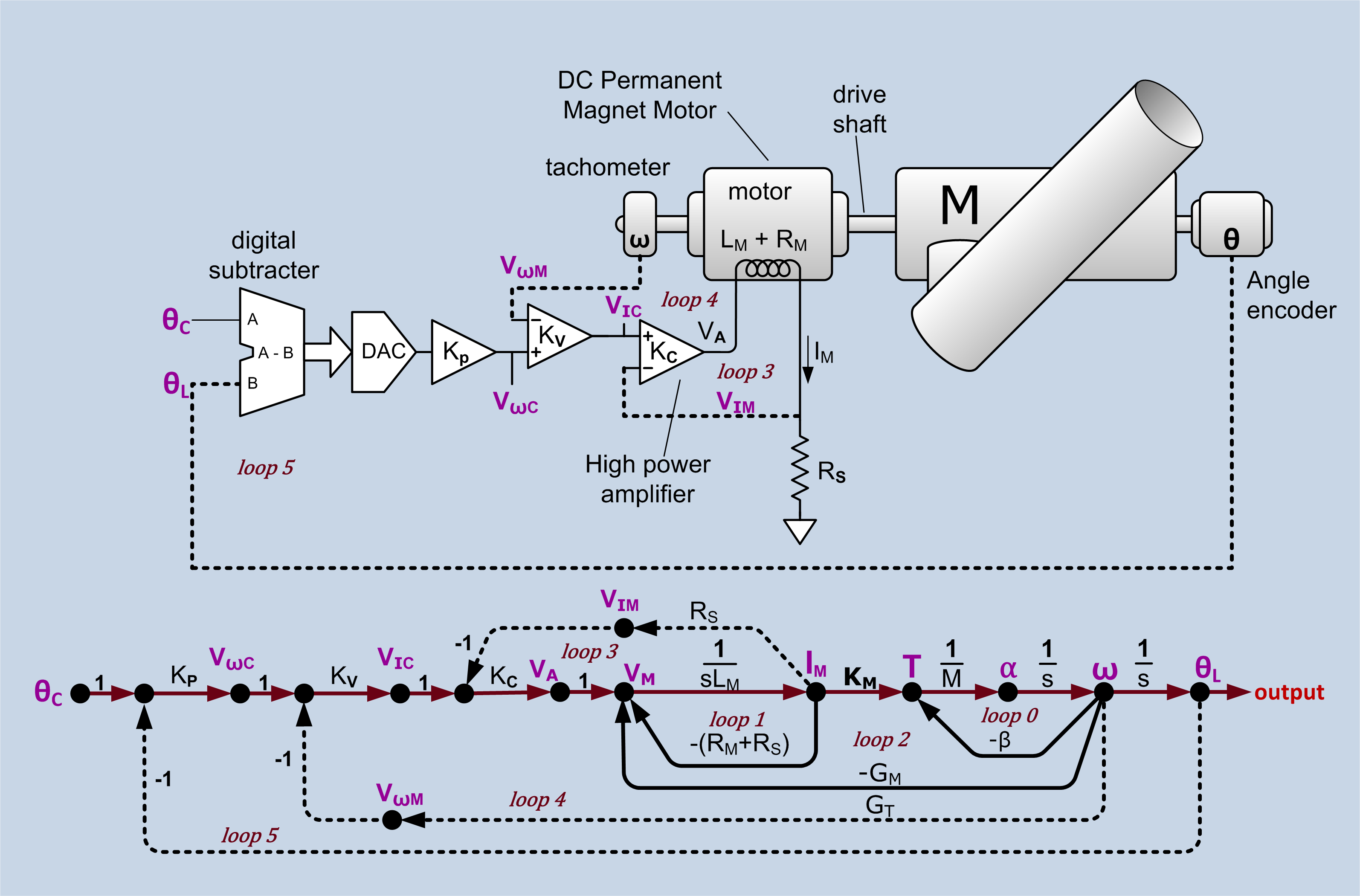
伺服驅動器的信號流圖。θ_{C} = 理想的角度命令，θ_{L} = 實際負載的角度，K_{P} = 位置迴路的增益，V_{ωC} = 速度命令， V_{ωM} = 馬達速度感測的電壓，K_{V} =速度迴路增益，V_{IC} = 電流命令，V_{IM} = 電流感測器回授電壓，K_{C} = 電流迴路增益，V_{A} = 功率放大器輸出電壓，V_{M} = 電感兩側的等效電壓，L_{M} = 馬達互感，I_{M} = 馬達電流，R_{M} = 馬達電阻，R_{S} = 電流感測器電阻，K_{M} = 馬達轉矩常數（Nm/amp），T = 轉矩，M = 所有轉動元件的轉動慣量，α = 角加速度，ω = 角速度，β = 機械阻尼， G_{M} = 馬達反電動勢常數，G_{T} =
轉速表轉換增益常數。其中有一個前向通道（以不同顏色表示）及六個回路。假設馬達的軸有足夠的剛性，不需視為一個彈簧。其中的常數以黑色表示，變數則以紫色表示。

這個例子是從麦克唐纳天文台Harlan J. Smith望遠鏡的控制系統微幅調整（省略了馬達和負載之間的齿輪）而來。在圖中有三個回授迴路：電流控制環、速度控制環以及位置控制環。最後一個是主要的控制環，另外二個是較小的環。不考慮小控制環的前向路徑上有三個無法避免的相位延遲。馬達電感以及定子電阻會形成低通滤波器，頻寬約200 Hz。由加速度轉換到速度需透過積分器，速度轉換為位置也要用到積分器。總相位落後會在180至270度之間。若單純將這三個系統連起來，幾乎可以確定此系統會不穩定。

#### 電流控制環
最內層的控制環是控制电动机的電流。电动机產生的力矩大致和转子電流成正比，即使电动机受力反轉時也是如此。因為換向器的作用，二個轉子繞組可以同時激磁。电动机是由電壓控制的電壓源所驅動，電流會是原來的兩倍，而轉矩也會變兩倍。可以利用小阻值的偵測電阻RS偵測電動機的電流，再將此電壓回授到驅動放大器的反相端，放大器就成了電壓控制的電流源。若定電流下，二個轉子繞組同時激磁時，可以分擔電流，而轉矩的變化約在10%以下。

#### 速度控制環
中間的控制環調整電動機的速度。轉速表（小的永磁直流發電機）產生的電壓信號和電動機的角速度成正比。信號回授到電壓控制放大器（KV）的反相端。速度控制系統可以讓系統有轉矩變動（例如風、第二軸移動以及電動機轉矩漣波）時，速度不會有太大的變化。

#### 位置控制環
最外層的控制環（主控制環）調整負載的位置。在此例中，真實負載位置的回授是透過旋轉編碼器產生二進制的碼。實際位置會和理想位置透過數位減法器比較，再透過DAC（數位類比轉換器）驅動位置控制放大器（KP）。控制控制可以讓伺服機構補償位置落後，以及因為電動機和望遠鏡之間的齿輪產生的小幅位置漣波。

### 合成
常見的設計程序是在設計最內層的系統（此例中的電流環）時，用局部的回授使系統線性化，並且使增益變平坦，一般會用波德圖來確保其穩定性。一般會讓其带宽越寬越好，再來會設計較外層（此例中的速度環），其頻寛會是在內層頻寛的1/3至1/5。會繼續往外設計控制環，讓外層控制環的頻寛維持在內層頻寛的1/3至1/5以下。此情形下，內層系統的相位落後會小到可以忽略，因此可以假設內層的增益曲線是平坦的定值。也因為越外層的頻寬越低，因此需設法先提高最內層系統的頻寬，整體系統才會有足夠的頻寬。系統常會用信號流圖表示，整體的傳遞函數可以用梅森增益公式計算而得。

## 外部連結
- Li, Yunfeng and Roberto Horowitz. "Mechatronics of Electrostatic Microactuators for Computer Disk Drive Dual-Stage Servo Systems （页面存档备份，存于）." IEEE/ASME Transactions on Mechatronics, Vol. 6 No. 2. June 2001.
- Dawson, Joel L. "Feedback Systems." MIT.
- Large Telescope Conference 1971, contains full text of Dittmar's presentation.